# Németek pallója
A németek pallója 1925-ben elpusztult fedett gyaloghíd volt Kolozsváron a Kis-Szamos felett.

## Elhelyezkedése
A Fellegvár keleti kapujától a Kis-Szamoshoz vezető lépcsősor alján, a Németek pallója köz nevű rövid utcához vezetett. Vele szemben a Malomárok hídja volt, amely az északi várfal kapujánál állt.

## Története
Helyén már korábban is állt egy fahíd (Kőmál alatt való palló), amelyet Segesvári Bálint naplója szerint 1631. február 2-án elvitt a víz.
A Fellegvár megépítése után Franz Wallis elrendelte a híd építését, hogy a vár és a város között kerülő nélküli közlekedést biztosítson a katonatiszteknek; erre a célra a guberniumnak 1735. március 9-én küldött átiratában 41 darab hatöles és 126 darab négyöles tölgyfa gerendát igényelt, azzal érvelve, hogy ezzel az uralkodónak tetsző és az országnak hasznos dolgot cselekednek. A főkormányszék 1735. március 18-án rendelkezett az igény teljesítéséről, és a palló 1735-ben el is készült. A fenntartás költségeit nem a katonaság, hanem a város viselte.
1772 tavaszán az árvíz elvitte, de a város költségén újjáépítették. Az 1801. május 4-i városi közgyűlés döntött arról, hogy az addig ideiglenesnek szánt hidat megerősítsék és befedjék. 1817-ben Máté Izsák végzett rajta ácsmunkát, 1830-ban Christian Kiermayer készített költségvetést a palló felújítására, 1832-ben Georg Winkler dolgozott rajta.
1840. július 30-ára virradó éjjel egy felhőszakadás ismét elpusztította; újjáépítését Alföldi Antal végezte. 1872-ben a hidat szétszedték, és erősebb hidat építettek helyette, de már egy 1888-as újságcikk azt írta róla, hogy „néhány év óta a magasságbeli Úr tartja össze csak.”
A 19. század végén a meg nem világított híd környékén több orvtámadás és verekedés történt, a 20. század elején pedig a hidat és környékét a város legkevésbé biztonságos helyének tartották, szinte hetente fordultak elő támadások. 1913-ban egy betörő a híd alatt rejtette el zsákmányát.
1925. december 22-én hajnalban a folyó megtorlódott jégtáblái elsodorták a hidat.
2015-ben tervbe vették a híd újjáépítését; azonban csak 2024-ben került be a város költségvetésébe.